# نادي شباب التغيير
نادي شباب التغيير (بالإنجليزية: YOC-Youth Of Change)‏ هو ناد يساري علماني في الجامعة اللبنانية الدولية في البقاع وصيدا وبيروت. تأسس النادي في فرع بيروت قبل أن يأخذ الاسم وينشأ في فرع البقاع نادي شباب التغيير (البقاع) في بداية العام الجامعي في تشرين الثاني 2007. وفي بداية العام الجامعي 2008-2009 انطلق نادي شباب التغيير في فرع صيدا.
من أبرز نشاطات النادي في البقاع:
- في ذكرى انتفاضة الحجارة 13-12-2007
- الحرب الاهلية اللبنانية 13-4-2008
- ذكرى انسحاب إسرائيل من البقاع الغربي (لقاء مع الأسير المحرر البطل أنور ياسين) 23-4-2008
- عيد العمال العالمي 30-4-2008
- تضامن مع الشعب الفلسطيني المحاصر وذكرى الانتفاضة الأولى 11-12-2008

هذه هي ابرز نشاطات النادي في البقاع حتى 11-12-2008
كما أطلق النادي في البقاع نشرته الشهرية التي تحتوي مواضيع عدة مختلفة منها: موضوع رئيسي، مشاكل الطلاب، إنترنت، علوم وتكنولوجيا، ثقافة وفكر، شعر وأدب، رياضة وغيرها.

## وصلات خارجية
- موقع النادي